# Układ odpornościowy

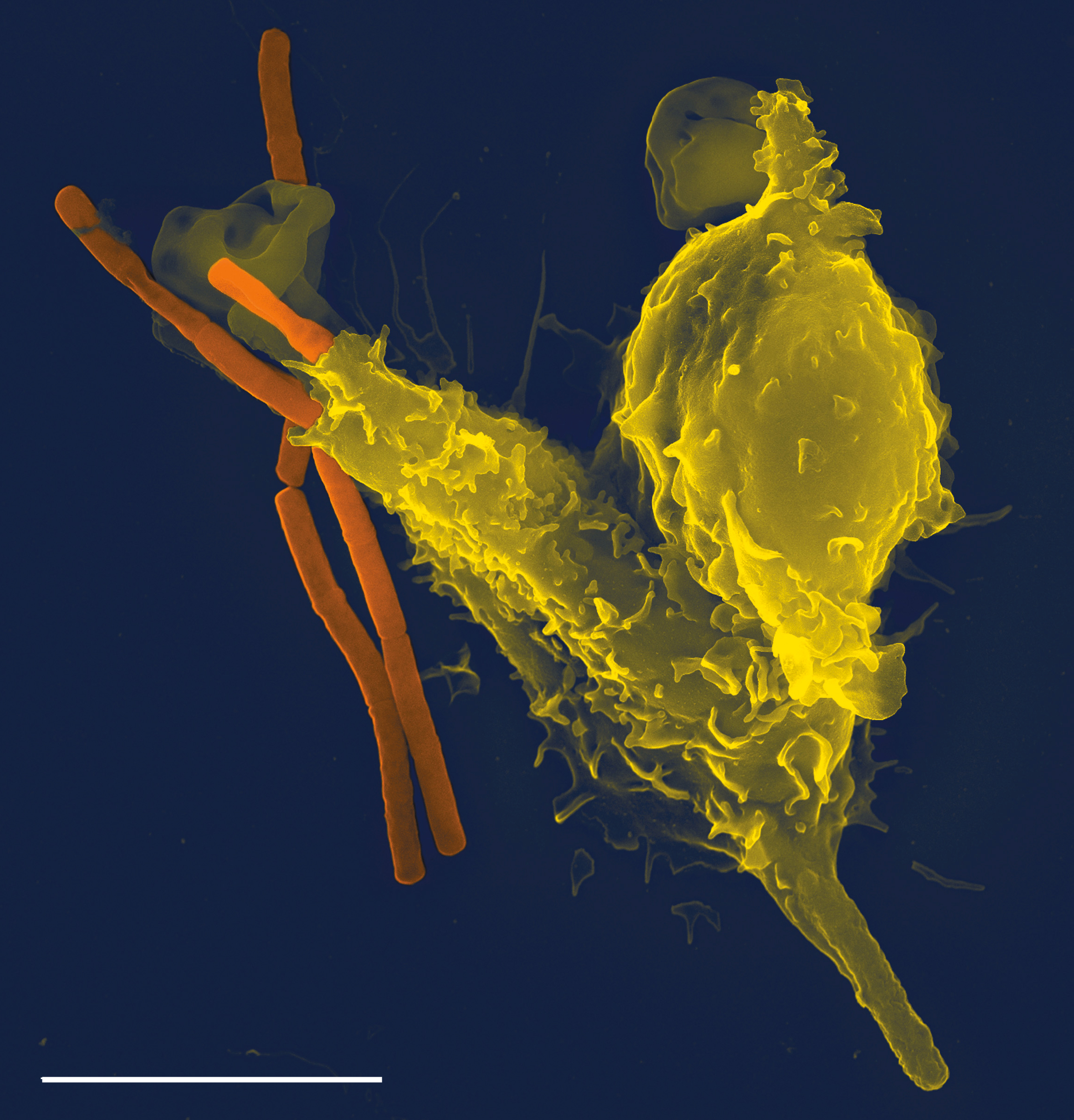
Pojedynczy neutrofil (żółty) pochłaniający bakterię wąglika (pomarańczowy) (zdjęcie ze skaningowego mikroskopu elektronowego)

Układ odpornościowy, układ immunologiczny – układ narządów umożliwiających działanie mechanizmom odporności. W skład układu odpornościowego wchodzą:
- narządy limfatyczne
- naczynie chłonne
- komórki uczestniczące w reakcjach immunologicznych
- przeciwciała, cytokiny i tym podobne.

Układ immunologiczny ma na celu ochronę organizmu przed wieloma chorobami, poprzez identyfikację i likwidowanie patogenów i komórek nowotworowych. Wykrywane są różnorakie odmiany zakaźnych czynników chorobotwórczych: wirusy, bakterie, grzyby, pierwotniaki i robaki pasożytnicze. Musi więc posiadać umiejętność rozróżniania zdrowych komórek i tkanek organizmu (self), od szkodliwych patogenów (non-self). Wykrywanie patogenów jest skomplikowane, gdyż dzięki ewolucji przystosowują się, zmieniając swoje zachowanie i metabolizm.
By przetrwać tę próbę sił, przez miliony lat oddzielne mechanizmy ewoluowały, aby skutecznie rozpoznawać i przeciwdziałać patogenom. Każdy prosty organizm jednokomórkowy, na przykład bakteria posiada układ enzymów ochraniających go przed infekcją wirusową. Inne podstawowe mechanizmy odpornościowe ewoluowały w dawnych eukariontach i pozostały w ich współczesnych descendentach, między innymi roślinach, rybach, gadach i owadach. Te mechanizmy zawierają peptydy przeciwdrobnoustrojowe (AMP, od ang. antimicrobial peptides), np. defensyny. Natomiast bardziej zaawansowane mechanizmy rozwinęły się stosunkowo niedawno z ewolucją kręgowców. Układy odpornościowe kręgowców, w tym człowieka, składają się z wielu rodzajów białek, komórek, tkanek i narządów, które oddziałują na siebie w złożonym i dynamicznym systemie. Jako część tej bardziej złożonej odpowiedzi odpornościowej, układ kręgowców cały czas przystosowuje się do bardziej skutecznego rozpoznawania poszczególnych patogenów. Ten proces adaptacji prowadzi do powstania pamięci immunologicznej i pozwala na jeszcze skuteczniejsze wykrywanie poznanych już patogenów podczas przyszłych starć z nimi. To właśnie proces odporności swoistej jest podstawą w szczepieniach ochronnych.
Zaburzenia w systemie odpornościowym mogą wywoływać choroby. Niedobór odporności występuje, kiedy system odpornościowy jest mniej aktywny niż normalnie, wskutek powracających na nowo i zagrażających życiu infekcji. Niedobór odpornościowy może być także wynikiem choroby genetycznej, przykładowo zespołu SCID, może być spowodowany środkami farmaceutycznymi albo zakażeniem (zespół nabytego niedoboru odporności (AIDS) powodowany jest retrowirusem HIV. W przeciwieństwie do chorób autoimmunologicznych, wynikających z hiperaktywności układu odpornościowego, atakującego własne, normalne tkanki, jakby były one obcymi organizmami. Powszechne choroby autoimmunologiczne obejmują reumatoidalne zapalenie stawów, cukrzycę typu 1, toczeń rumieniowaty układowy, zapalenie tarczycy Hashimoto. Te istotne role w immunologii są przedmiotem intensywnych badań naukowych zarówno na zdrowych, jak i chorych pacjentach.

Komórki uczestniczące w odpowiedzi immunologicznej

Rozwój odpowiedzi immunologicznej typu komórkowego (limfocyt T) i humoralnego (limfocyt B)

## Linie obrony odporności
Układ odpornościowy ochrania organizmy przed infekcją na kilku poziomach, które wzrastają wraz ze swoistością.
Najprostsze są bariery fizyczne, które zapobiegają wejściu do ciała takim patogenom, jak bakterie czy wirusy. Jeżeli patogen przełamie te bariery to wrodzony układ odpornościowy (ang. innate immune system) zapewnia natychmiastową, lecz nieswoistą odpowiedź. Wrodzone układy odpornościowe posiadają wszystkie rośliny i zwierzęta.
Jeżeli patogeny skutecznie unikną odpowiedzi nieswoistej (wrodzonej), kręgowce posiadają trzecią warstwę ochronną – adaptacyjny układ odpornościowy (ang. adaptive immune system). Tutaj układ odpornościowy usprawnia swoją odpowiedź na infekcję, poprzez udoskonalone rozpoznawanie patogenu wyeliminowanego już wcześniej. Po wyeliminowaniu patogenu ta „udoskonalona” odpowiedź jest zachowywana w formie pamięci immunologicznej i umożliwia przystosowanie układu immunologicznego do zorganizowania szybszego i silniejszego ataku na ten patogen w przyszłości.
| Wrodzony układ odpornościowy                      | Adaptacyjny układ odpornościowy                          |
| ------------------------------------------------- | -------------------------------------------------------- |
| Odpowiedź nieswoista (wrodzona)                   | Swoista odpowiedź na patogeny i antygeny                 |
| Ekspozycja prowadzi do natychmiastowej odpowiedzi | Brak natychmiastowej odpowiedzi na ekspozycję            |
| Elementy odporności komórkowej i humoralnej       | Elementy odporności komórkowej i humoralnej              |
| Brak pamięci immunologicznej                      | Ekspozycja prowadzi do powstania pamięci immunologicznej |
| Występuje u prawie wszystkich organizmów żywych   | Po raz pierwszy pojawiła się u żuchwowców                |

Oba rodzaje, wrodzonej i adaptacyjnej odporności polegają na zdolności układu odpornościowego do rozróżniania własnych (ang. self) i niewłasnych (ang. non-self) cząsteczek. W immunologii własne cząsteczki są tymi elementami organizmu ciała, które mogą być rozróżniane wśród obcych substancji przez układ immunologiczny. Na odwrót jest z niewłasnymi molekułami, które rozpoznawane są jako obce molekuły. Jedną z grup niewłasnych molekuł nazwano antygenami (ang. antibody generators), czyli inaczej generatorami przeciwciał i są definiowane jako substancje przywiązane do specjalnych receptorów odpornościowych i wywołujące odpowiedź odpornościową.

## Zewnętrzne bariery
Kilkanaście barier ochrania organizmy przed infekcją, wliczając w to bariery mechaniczne, chemiczne i biologiczne. Wypełnione woskami kutykule wielu liści, szkielety zewnętrzne owadów, skorupy i błony osadzone zewnętrznie na jajach oraz skóra są przykładowymi mechanicznymi barierami, będącymi pierwszą linią obrony przed infekcją. Natomiast, gdy organizmy nie są w pełni uszczelnione przed wpływem ich środowisk, uruchamiają się inne mechanizmy, powodujące czynności mające na celu ochronę ciała, w tym płuca, jelita, droga moczowo-płciowa. Za sprawą płuc kaszel i kichanie mechanicznie wyrzuca patogeny i inne podrażnienia z dróg oddechowych. Łzawienie oczu i oddawanie moczu także powoduje mechaniczne wydalenie patogenów, natomiast śluz wydzielany przez drogi oddechowe i przewód pokarmowy stanowi dobrą pułapkę i usidla mikroorganizmy.
Przed infekcją chronią również bariery chemiczne. Skóra i droga oddechowa wydzielają peptydy antybakteryjne, takie jak β-defensyny. Enzymy, np. lizozym i fosfolipaza A zawarte w ślinie, łzach i mleku kobiecym także są przeciwbakteryjne. Wydzieliny z pochwy po menarche, gdy stają się nieco kwasowe, służą jako chemiczna bariera, podczas gdy sperma zawiera w sobie defensyny i cynk zabijające patogeny. W żołądku kwas żołądkowy i proteazy stanowią silną chemiczną obronę przed patogenami, które dostały się do wnętrza żołądka.
Komensalna flora znajdująca się wewnątrz przewodu pokarmowego i drogi moczowo-płciowej służy jako bariera biologiczna konkurując o pokarm i przestrzeń z patogenicznymi bakteriami, w niektórych przypadkach, przez zmianę warunków w ich otoczeniu, takich jak pH lub dostępność żelaza. To zmniejsza ryzyko osiągnięcia przez patogeny wystarczającej ilości, umożliwiającej wywołanie choroby. Jednakże, ponieważ większość antybiotyków nieswoiście skierowana jest do bakterii i nie wpływa na grzyby, doustne antybiotyki mogą doprowadzić do „nadmiernego wzrostu” grzyba i spowodować np. kandydozę pochwy. Jest to dobry dowód na to, że ponowne wprowadzenie probiotycznej flory, takiej jak czyste kultury Lactobacillus, normalnie znajdujących się w jogurtach, pomaga przywrócić zdrową równowagę bakteryjnym populacjom przy infekcjach jelitowych u dzieci i dają zachęcające wstępne dane do badań nad bakteryjnym zapaleniem żołądka i jelit, nieswoistym zapaleniu jelit, infekcją dróg moczowych i pochirurgicznych infekcjach.

## Wrodzona odporność
Organizm noworodka ma wykształcony jedynie zaczątek układu odpornościowego, zwany odpornością wrodzoną (nieswoistą). Wraz ze wzrostem i rozwojem organizmu zmienia się także jakość odporności organizmu. Z początkowej odporności wrodzonej układ rozrasta się tworząc tzw. odporność nabytą (swoistą). Ostatnim okresem rozbudowy odporności organizmu jest okres dojrzewania w pełni funkcjonującego układu immunologicznego.
Odporność wrodzona charakteryzuje się brakiem samoczynnie wytwarzanych przeciwciał. Wszystkie pierwiastki i komórki odpornościowe dostarczane są wraz z mlekiem matki. Okres odporności nabytej to czas swoistego „treningu” przyszłego układu odpornościowego. W czasie tym odporność wrodzona przechodzi wiele przemian.
Mikroorganizmy, które pomyślnie przedrą się przez bariery zewnętrzne i wtargną do organizmu napotkają komórki i mechanizmy wrodzonego układu odpornościowego. Ten układ ochrania w sposób nieswoisty, co oznacza, że układy te rozpoznają i odpowiadają na patogeny w standardowy sposób. Ten układ nie nadaje długotrwałej odporności przeciw patogenowi. U większości organizmów wrodzony układ odpornościowy jest głównym i dominującym układem broniącym gospodarza.

## Humoralne i chemiczne bariery

### Zapalenie
Zapalenie jest jedną z pierwszych odpowiedzi układu odpornościowego na infekcję. Objawia się ono przez zaczerwienienie i spuchnięciem, które spowodowane jest zwiększonym przepływem krwi w tkance. Zapalenie jest produktem eikozanoidów i cytokin, które uwalniane są przez uszkodzone albo zainfekowane komórki. Eikozanoidy zawierają prostaglandynę i leukotrieny. Prostaglandyna wywołuje gorączkę i wazodylatację naczyń krwionośnych powiązanych z zapaleniem, natomiast leukotrieny niezawodnie przyciągają krwinki białe (leukocyty). Zwykłe cytokiny zawierają interleukiny, które są odpowiedzialne za komunikację pomiędzy krwinkami białymi, chemokiny pobudzające chemotaksję i interferony, które mają wpływ na antywirusowe zmiany, takie jak wyłączenie biosyntezy białka w komórce gospodarza. Czynniki wzrostowe i cytotoksyczne również mogą być uwolnione. Te cytokiny i inne substancje chemiczne włączają kolejno nowe komórki odpornościowe na miejsce infekcji i przyczyniają się do naprawy każdej zniszczonej tkanki, następującej po usunięciu patogenów.

### Dopełniacz
Dopełniacz jest biochemiczną kaskadą, która atakuje powierzchnię obcych komórek. Zawiera ponad 20 różnych protein i nazwano go dopełniaczem ze względu na jego zdolność niszczenia patogenów przez przeciwciała. Dopełniacz jest ważnym humoralnym elementem wrodzonej (nieswoistej) odpowiedzi odpornościowej. Dopełniacze posiada wiele gatunków, także tych niebędących ssakami, takich jak rośliny, ryby i niektóre bezkręgowce.

## Kliniczna ocena funkcji układu odpornościowego
Do całościowej oceny sprawności działania układu immunologicznego konieczne jest zbadanie funkcjonowania jego części składowych:
- odpowiedzi immunologicznej humoralnej (limfocyty B)
- odpowiedzi immunologicznej komórkowej (limfocyty T, monocyty)
- komórek fagocytarnych: układu siateczkowo-śródbłonkowego, makrofagów i leukocytów wielojądrzastych
- dopełniacza